# Rasos
Rasos seniūnija (litauisk: Rasų seniūnija) er en bydel i Vilnius i byens sydøstlige udkant.
Rasos-kirkegården (litauisk: Rasų kapinės, polsk: cmentarz Na Rossie w Wilnie) er den ældste og mest berømte i Vilnius. Den er navngivet efter Rasos bydel, hvor den ligger. Den er skilt i to dele, den gamle og den nye kirkegård af den smalle gade Sukilėliai. Det totale areal er 10,8 ha.
Siden 1990 har nye bisættelser kun været tilladt i familiegravsteder.

## Galleri
- Indgang til Rasos-kirkegården